# Phật Mẫu

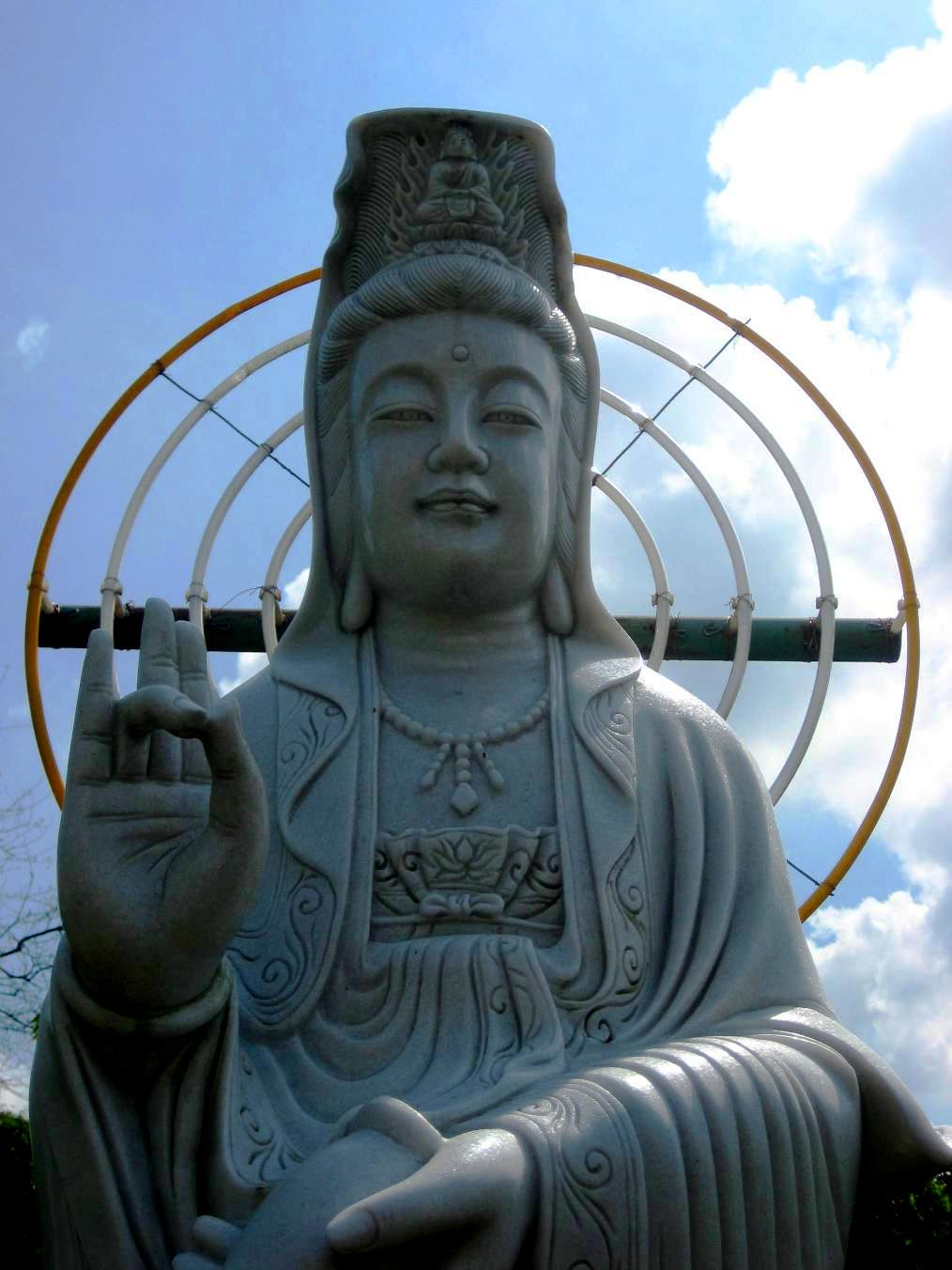
Phật bà Quan Âm

Phật mẫu (tiếng Hán: 佛 母) hay Phật bà là một thuật ngữ trong tôn giáo để chỉ một vị nữ Phật được nhắc đến trong phật giáo. Ngoài ra danh xưng Phật mẫu cùng các vị nữ phật cũng được nhắc tới trong Cao Đài giáo. Thường có Phật Mẫu Chuẩn Đề, Phật Mẫu Man Nương, Phật Bà Quan Âm. 

## Danh sách các vị Phật mẫu
- Hoàng hậu Maya
- Chuẩn Đề Bồ Tát